# Siemowit I.

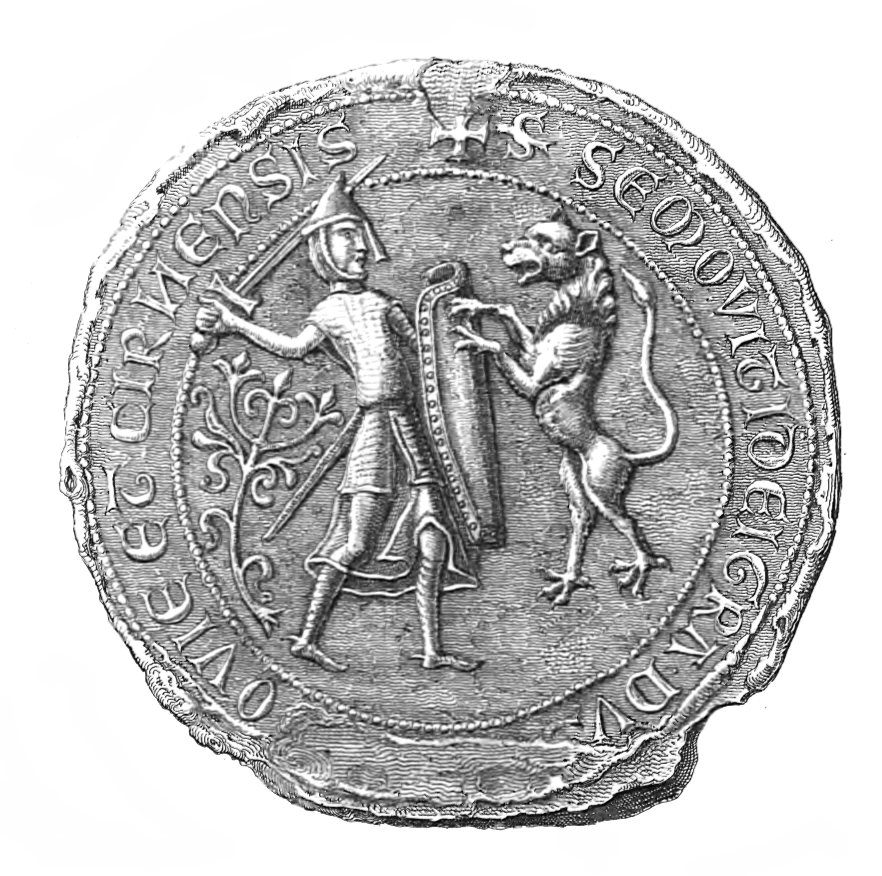
Siegel

Siemowit I. (poln. Siemowit I.; * um 1215; † 23. Juni 1262) war ein Herzog in Masowien, ab 1247 Fürst von Czersk, ab 1248 Fürst von ganz Masowien. Er entstammte dem Adelsgeschlecht der masowischen Piasten.

## Leben
Siemowit war der Sohn von Herzog Konrad I. († 1247) und der Nowgoroder Adeligen Agafia von Ruthenien. Er wurde nach dem legendären Fürsten der Polanen Siemowit benannt. Im Jahr 1241 nahm er an dem Angriff seines Vaters auf Krakau teil. Gleichwohl bevorzugte Konrad I. seine älteren Brüder Kasimir I. und Bolesław I., denen er noch zu seinen Lebzeiten Teilfürstentümer übergab. Siemowit erhielt seinen Anteil in Czersk erst nach dem Tod seines Vaters. Nach dem Tod seines Bruders Kasimir I. erhielt er auch die anderen Teile Masowiens. Er verbündete sich mit dem Deutschen Orden und den Ruthenen gegen die Sudauen. 1255 wurde er jedoch von seinem Bruder Kasimir I. in der Burg Sieradz festgesetzt. Nach seiner Befreiung verband er sich mit dem Deutschen Orden gegen seinen Bruder. 1262 fiel Mindaugas von Litauen in Masowien ein. Siemowit fiel bei der Belagerung von Jazdów, heute ein Stadtteil von Warschau.

## Ehe und Familie
Herzog Siemowit war mit Perejesława von Galizien, der Tochter von Daniel Romanowitsch, verheiratet und hatte mit ihr die Kinder Konrad II., Bolesław II. und Salomea, die in das Kloster in Skała eintrat.